# Харцерская площадь имени Серых шеренг
Харцерская площадь имени Серых шеренг (пол. Skwer Harcerski im. Szarych Szeregów) — площадь в польском городе Кельце, расположенная в центре города, расположенная в зоне зеленых насаждений, протянувшихся вдоль реки Сильница. Расположена между улицами Краковской (ul. Krakowską), епископа Чеслава Качмарека (ul. Biskupa Czesława Kaczmarka), Огродовой (ul. Ogrodową) и Прогулочной (ul. Spacerową). С северной стороны граничит с городским парком, а с юга — с холмом Кадзельня (Kadzielnią) и расположенным на его территории заповедником неживой природы.
Площадь названа в честь польских харцеров — скаутов — из подпольной организации «Серые Шеренги» Союза польских харцеров, действовавшей в 1939—1945 гг. в период немецкой и советской оккупации Польши.
На территории сквера есть детская площадка, сеть прогулочных аллей и велосипедная дорога вдоль Сильницы, ведущая от Стадиона «Строители» (Budowlani) к Пакожу (Pakoszu) через городской парк и вдоль городского залива до улицы Витоса (ul. Witosa). Через сквер проходит Красный туристический маршрут, который идет через старинные места и достопримечательности города Кельце, Синий туристический маршрут, ведущий с улицы Замковой на Стадион «Лесной» (Leśny) и Зеленый туристический маршрут, ведущий с улицы Замковой (ul. Zamkowa) в район Буковка (Bukówka).
В центре сквера находится памятник, посвященный харцерам, павшим за Родину, который был открыт в 1982 году, во время празднования 70-летия харцерства в Кельце. Вдоль главной аллеи сквера тянется Аллея Славы, по краям которой расположены на гранитных постаментах бюсты известных людей: композиторов, певцов, писателей, художников. В настоящее время Аллея Славы насчитывает 46 бюстов. Имена русского поэта-барда Высоцкого и композитора Шостаковича написано на их бюстах по-польски как Влодзимеж и Дымитр соответственно, что по всей видимости призвано показать их значение для развития польской культуры XX века.
Список бюстов
- Гражина Бацевич (Grażyna Bacewicz) — польская скрипачка и композитор
- Кшиштоф Камиль Бачинский (Krzysztof Kamil Baczyński) — польский поэт
- Ингмар Бергман — шведский режиссёр театра и кино, сценарист, писатель
- Ольга Бознанская (Olga Boznańska) — польская художница
- Михаил Булгаков (Michaił Bułhakow) — русский советский писатель и драматург
- Марк Шагал (Marc Chagall) — российский, белорусский и французский художник еврейского происхождения
- Чарли Чаплин (Charlie Chaplin) — американский и английский актер, сценарист, композитор и режиссёр
- Джозеф Конрад (Joseph Conrad) — английский писатель польского происхождения
- Збигнев Цибульский (Zbigniew Cybulski) — польский актер театра и кино
- Юзеф Чапский (Józef Czapski) — польский художник и писатель
- Сальвадор Дали — испанский художник
- Ксаверий Дуниковский (Xawery Dunikowski) — польский скульптор и художник
- Джордж Гершвин (George Gershwin) — американский пианист и композитор еврейского происхождения
- Витольд Гомбрович — писатель
- Марек Грехута (Marek Grechuta) — польский музыкант, композитор, певец и поэт
- Владислав Хасёр (Władysław Hasior) — скульптор
- Джими Хендрикс — музыкант
- Збигнев Херберт — поэт
- Марек Хласко (Marek Hłasko) — польский писатель
- Джеймс Джойс — писатель
- Франц Кафка — писатель
- Тадеуш Кантор — режиссёр
- Кшиштоф Кесьлёвский — польский режиссёр
- Лешек Колаковский (Leszek Kołakowski) — польский философ
- Станислав Лем — польский писатель и философ
- Джон Леннон — музыкант
- Витольд Лютославски — композитор
- Тамара Лемпицкая — художница
- Томас Манн — писатель
- Мэрилин Монро — актриса, модель
- Чеслав Немен — музыкант
- Булат Окуджава (Bułat Okudżawa) — русский советский поэт и бард грузинского происхождения
- Мария Павликовская-Ясножевская (Maria Pawlikowska-Jasnorzewska) — польская поэтесса
- Игнатий Падеревский — пианист, композитор
- Кшиштоф Пендерецкий (Krzysztof Penderecki) — польский композитор и дирижер
- Эдит Пиаф — певица
- Пабло Пикассо — художник
- Сергей Прокофьев (Siergiej Prokofjew) — композитор
- Марсель Пруст — писатель
- Игорь Стравинский — композитор
- Дмитрий Шостакович — композитор, пианист
- Кароль Шимановский (Karol Szymanowski) — польский композитор, пианист, педагог, музыкальный критик
- Галина Уланова (Galina Ułanowa) — русская советская балерина, балетный педагог
- Энди Уорхол — американский художник, продюсер, дизайнер, писатель, коллекционер и режиссёр русинского происхождения
- Станислав Игнаций Виткевич — художник, поэт
- Владимир Высоцкий (Włodzimierz Wysocki) — русский советский поэт, бард и актер